# Kępa Śladowska
Kępa Śladowska – wyspa w środkowym biegu Wisły (pomiędzy 574 a 580 kilometrem), w gminie Brochów w powiecie sochaczewskim, pomiędzy miastem Czerwińsk nad Wisłą leżącym na prawym (północnym) brzegu rzeki, a wsiami Śladów i Kromnów na brzegu lewym. Główny nurt Wisły oddziela Kępę od Czerwińska, a od Śladowa i Kromnowa oddziela ją mniejsza, boczna odnoga.
Kępę Śladowską wykorzystano pod koniec czerwca roku 1410 do budowy mostu pontonowego, którym przeprawiły się maszerujące na północ wojska króla Władysława Jagiełły przed rozegraną dwa tygodnie później bitwą pod Grunwaldem. Wyspa zasiedlona została przez osadników holenderskich pod koniec XVIII wieku, zamieszkana do lat 60. XX wieku.